# Mieczysław Zyner
Mieczysław Józef Zyner (ur. 25 września 1941 w Myszkowicach, zm. 4 marca 2023 w Łodzi) – polski hotelarz, restaurator, poeta i pisarz.

## Życiorys
Syn Józefa i Heleny. Ukończył ekonomię na Uniwersytecie Łódzkim ze specjalizacją towaroznawstwo oraz studia podyplomowe na kierunku: fizjologia żywienia.
Zajmował się zawodowo hotelarstwem i gastronomią. Początkowo pracował w biurze projektów i w Ośrodku Badawczo-Rozwojowym Przemysłu Gastronomicznego, gdzie wkrótce został dyrektorem. Następnie przez około 25 lat był dyrektorem Grand Hotelu w Łodzi. Współtworzył restaurację z kuchnią żydowską „Anatewka” w Łodzi.
Publikował w czasopismach, m.in. „Tygodnik Literacki”, „Odgłosy” i „Kaledoskop”. Prowadził własny blog literacki. Był członkiem Związku Literatów Polskich oraz Nieformalnej Grupy Literackiej przy Klubie Lekarza (Łódź). Ponadto był związany m.in. z Klubem Literackim Nauczycieli „Klin” (Łódź) i Grupą Literacką „Centauro” (Łódź).
Był członkiem klubu rotariańskiego w Łodzi.

## Twórczość literacka
Poezja
- Zjawy: spotkania z poezją (1987)
- Bez adresu (2004)[9]
- Wiersze w cieniu (2017)[10]
- Niesione wiatrem rozhuśtane życiem (2019)[11]
- W okładkach czasu (2021)[12] – publikacja wydana z okazji 90-lecia istnienia w Polsce Rotary i 88-lecia istnienia Rotary Club Łódź.
- Przywidzenia: wiersze i refleksje (2022)[13]

Powieść
- Fascynacje (2016)[14]

Eseje
- Reflesenty (2018)[15]

## Nagrody i odznaczenia
- Krzyż Kawalerski Orderu Odrodzenia Polski[2]
- Odznaka honorowa „Zasłużony dla Kultury Polskiej”[2]
- nagroda Mój Hotel – Moja Pasja w kategorii Osobowość Roku 2004[16]